# MODOK
MODOK (echte naam: George Tarleton) is een fictieve superschurk uit de strips van Marvel Comics. Hij verscheen voor het eerst in Tales of Suspense #94 (oktober 1967) en werd bedacht door Stan Lee en Jack Kirby. MODOK staat voor Mental Organism, Designed Only for Killing. 

## Biografie
George Tarleton werd door A.I.M. veranderd in een superintelligent wezen om een kosmische kubus te bestuderen. Tarleton greep echter de macht bij het A.I.M. en noemde hij zichzelf MODOK. Zijn naam staat voor Mental Organism Designed Only for Killing. 

## In andere media

### Marvel Cinematic Universe
Sinds 2023 verschijnt M.O.D.O.K. in het Marvel Cinematic Universe, waarin hij gespeeld wordt door Corey Stoll. Deze versie van M.O.D.O.K. stond eerder bekend als Darren Cross, de leerling van Hank Pym die zijn bedrijf overnam en een legerpak ontwikkelde die hij wilde verkopen via de zwarte markt. Na een gevecht tussen Scott Lang / Ant-Man en hem als Yellowjacket belande hij in de Quantum Realm met een verwondingen en te grootte of te kleine lichaamsdelen. Hij werd door Kang the Conqueror omgebouwd tot de Mental Organism, Designed Only for Killing, om dreigingen binnen Kang's rijk zoals Ant-Man en de Wasp te vernietingen. M.O.D.O.K. verschijnt in de volgende films en serie:
- WHiH Newsfront (2015) (als Darren Cross)
- Ant-Man (2015) (als Darren Cross)
- Ant-Man and the Wasp: Quantumania (2023)

### Televisieseries
M.O.D.O.K. kwam voor het eerst voor in de televisieserie Iron Man uit 1994 waarin hij een rol speelde. In 2009 speelde M.O.D.O.K. in Iron Man: Armored Adventures en The Super Hero Squad Show. In 2010 kwam hij ook voor in The Avengers: Earth's Mightiest Heroes. De Nederlandse stem van M.O.D.O.K. in de latere televisieseries Ultimate Spider-Man (2012), Avengers Assemble (2013) en Phineas and Ferb: Mission Marvel (2013) was Timo Bakker. In 2015 kwam M.O.D.O.K. ook nog voor in Marvel Disk Wars: The Avengers. In 2021 verscheen er een 10-delige televisieserie op Hulu en Disney+ met M.O.D.O.K. in de hoofdrol, waarin hij wordt ingesproken door Patton Oswalt. Timo Bakker is de Nederlandse stem van M.O.D.O.K.

### Computerspelen
M.O.D.O.K. komt voor in de volgende computerspelen:
- Marvel: Ultimate Alliance (2006)
- Marvel Super Hero Squad: The Video Game (2009)
- Marvel Super Hero Squad: The Infinity Gauntlet (2010)
- Marvel vs. Capcom 3: Fate of Two Worlds (2011)
- Marvel Super Hero Squad Online (2011)
- Marvel Super Hero Squad: Comic Combat (2011)
- Ultimate Marvel vs. Capcom 3 (2011)
- Iron Man 3 (IOS) (2013)
- Marvel Heroes (2013)
- LEGO Marvel Super Heroes (2013)
- Disney Infinity 2.0: Marvel Super Heroes (2014)
- LEGO Avengers (2016)
- Marvel Avengers Academy (2016)
- Marvel VS Capcom Infinite (2017)
- Avengers (2020)